# التداوي في الإسلام
إن الله أباح للناس التداوي من الأمراض العضوية والنفسية؛ لأن الله تعالى خلق الإنسان بحكمته ضعيفاً، كثير الآفات، ولهذا اقتضت حكمته سبحانه أنه لم يضع داءً إلا وضع معه شفاء، فربط الأشياء بأسبابها رحمة بعباده، ولما كان التداوي فطرة إنسانية ظهرت صور متنوعة للتداوي، بعضها مرغب فيه، وبعضها منهي عنه، وله صور وأنواع مختلفة.

## مفهوم التداوي
بحسب الشريعة الإسلامية فإن مفهوم التداوي هو: استعمال ما يكون به شفاء المرض بإذن الله تعالى من عقار، أو رقية شرعية، أو علاج طبيعي.

## التداوي في الكتاب والسنة
للتداوي أهمية في حياة المسلم لكي يعيش حياته صحيح البدن والعقل؛ فيعبد الله تبارك وتعالى ويعمر الأرض بطاعته؛ لذلك جاء في الكتاب والسنة الحث على التداوي والإرشاد إليه، فمن كتاب الله قوله تعالى: ﴿وَأَوْحَى رَبُّكَ إِلَى النَّحْلِ أَنِ اتَّخِذِي مِنَ الْجِبَالِ بُيُوتًا وَمِنَ الشَّجَرِ وَمِمَّا يَعْرِشُونَ ۝٦٨ ثُمَّ كُلِي مِنْ كُلِّ الثَّمَرَاتِ فَاسْلُكِي سُبُلَ رَبِّكِ ذُلُلًا يَخْرُجُ مِنْ بُطُونِهَا شَرَابٌ مُخْتَلِفٌ أَلْوَانُهُ فِيهِ شِفَاءٌ لِلنَّاسِ إِنَّ فِي ذَلِكَ لَآيَةً لِقَوْمٍ يَتَفَكَّرُونَ ۝٦٩﴾ [النحل:68–69]، ففي الآية إخبار من الله سبحانه أن العسل شفاء للناس، والضمير في قوله تعالى (فيه) يعود إلى العسل، كما رُوى ذلك عن ابن مسعود وابن عباس، وهو قول الحسن و[[قتادة بن دعامة|قتادة]]، ولقد بوب البخاري في صحيحه: باب الدواء بالعسل، ثم ذكر قوله تعالى: ﴿ثُمَّ كُلِي مِنْ كُلِّ الثَّمَرَاتِ فَاسْلُكِي سُبُلَ رَبِّكِ ذُلُلًا يَخْرُجُ مِنْ بُطُونِهَا شَرَابٌ مُخْتَلِفٌ أَلْوَانُهُ فِيهِ شِفَاءٌ لِلنَّاسِ إِنَّ فِي ذَلِكَ لَآيَةً لِقَوْمٍ يَتَفَكَّرُونَ ۝٦٩﴾ [النحل:69].
وأرشد النبي ﷺ أمته إلى التداوي وحث عليه، جاء في صحيح مسلم
روي عن جابر رضي الله عنه أن رسول اللّه ﷺ قال: 
| التداوي في الإسلام | لكل داء دواء، فإذا أصيب دواء الداء برأ بإذن الله عز وجل. | التداوي في الإسلام |

ولقد بوب مسلم على هذا الحديث: باب لكل داء دواء واستحباب التداوي.
وعن أسامة بن شريك، قال: «شهدت الأعراب يسألون النبي ﷺ أعلينا حرج في كذا؟ أعلينا حرج في كذا؟ فقال لهم: ((عباد الله، وضع الله الحرج إلا من اقترض من عرض أخيه شيئا، فذاك الذي حرج)) قالوا: يا رسول الله، هل علينا جناح أن نتداوى؟ قال: ((تداووا عباد الله، فإن الله سبحانه لم يضع داء إلا وضع معه شفاء، إلا الهرم))».
وذكر ابن القيم في الطب النبوي أن علاجه ﷺ للمرض ثلاثة أنواع أحدها: بالأدوية الطبيعية. كما جاء في حديث نافع، عن ابن عمر، أن النبي ﷺ قال: «الحمى من فيح جهنم فأبردوها بالماء».
والثاني: بالأدوية الإيمانية الشرعية، فقد صح عن أم سلمة، «أن النبي ﷺ رأى في بيتها جارية في وجهها سفعة، فقال: استرقوا لها، فإن بها النظرة».
والثالث بالمركب من الأمرين.

## حكم التداوي عند المذاهب الإسلامية
تنازع الفقهاء في حكم التداوي على أقوال متعددة، بين الإباحة والاستحباب والوجوب بعد إجماعهم على مشروعيته، فذهب الحنفية والمالكية إلى أن التداوي مباح، وقيل أن التداوي مستحب وهو مذهب الشافعية ونسبه النووي لجمهور السلف وعامة الخلف، وذهب الحنابلة إلى: أنه مباح وتركه توكلاً أولى، وهو المنصوص عن الإمام أحمد. وقد أوجبه طائفة قليلة من أصحاب أحمد والشافعي.
وقيل التفصيل في المسألة: قال ابن تيمية: «فإن الناس قد تنازعوا في التداوي، هل هو مباح، أو مستحب، أو واجب؟». والتحقيق: أن منه ما هو محرم، ومنه ما هو مكروه، ومنه ما هو مباح؛ ومنه ما هو مستحب، وقد يكون منه ما هو واجب وهو: ما يعلم أنه يحصل به بقاء النفس لا بغيره، كما يجب أكل الميتة عند الضرورة، فإنه واجب عند الأئمة الأربعة، وجمهور العلماء وقد قال مسروق: «من اضطر إلى أكل الميتة فلم يأكل حتى مات، دخل النار، فقد يحصل أحياناً للإنسان إذا استحر المرض، ما إن لم يتعالج معه مات، والعلاج المعتاد تحصل معه الحياة، كالتغذية للضعيف، وكاستخراج الدم أحياناً».

## حكمالرقيةوالاسترقاء (طلب الرقية)
الرُّقْية: العُوذة التي يُرْقَى بها صاحب الآفة؛ كالحمى والصرع وغير ذلك من الآفات.
وهي جائزة إذا فعلها الإنسان لنفسه أو رقى الآخرين، إذا كانت هذه الرقية من القرآن أو السنة، وقد حكى النووي في ذلك الإجماع.
أما الاسترقاء، وهو طلب الرقية من الغير.، فحكمها على قولين:
1. القول الأول: الجواز، قال ابن عبد البر:[18] "وذهب آخرون من العلماء إلى إباحة الاسترقاء والمعالجة والتداوي وقالوا إن من سنة المسلمين التي يجب عليهم لزومها لروايتهم لها عن نبيهم ﷺ ".
2. القول الثاني: الكراهة: وبه قال ابن تيمية [19]، وابن القيم[20] واستدلوا بحديث: «السبعين ألفاً اللذين يدخلون الجنة بغير حساب، ولا عذاب وهم الذين لا يكتوون، ولا يسترقون، ولايتطيرون، وعلى ربهم يتوكلون»، حيث أن الاسترقاء نوع سؤال، وقد جاءت النصوص بالاستغناء عن الناس.[21]

## الاستشفاء بالقرآن الكريم
القرآن الكريم شفاء لما في الصدور من أمراض الشبهات والوساوس، وشفاء للأبدان من الأسقام، فمتى استحضر العبد هذا المقصد فإنه يحصل له الشفاء النفسي والبدني بإذن الله تعالى. قال الله تعالى: {وَنُنَزِّلُ مِنَ الْقُرْآنِ مَا هُوَ شِفَاء وَرَحْمَةٌ لِّلْمُؤْمِنِينَ} [سورة الإسراء:82]،  والاستشفاء بالقرآن الكريم من هدي النبي صل الله عليه وسلم فكان صلى الله عليه وسلم إذا اشتكى ألما يقرأ سورة {قل هو الله أحد} والمعوذتين على الموضع الذي يُؤلمه من جسده الشريف ويمسح بيده الشريفة على موضع الألم. فعن عائشة رضي الله عنها قالت: (كان رسول الله صلى الله عليه وسلم إذا مرض أحد من أهله نفث عليه بالمعوذات، فلما مرض مرضه الذي مات فيه، جعلت أنفث عليه وأمسحه بيد نفسه، لأنها كانت أعظم بركة من يدي).
ومن أعظم السور التي يستشفى بها سورة الفاتحة كما ورد في رقية اللديغ من حديث أبي سعيد الخدري، قال: انطلق نفر من أصحاب النبي صلى الله عليه وسلم في سفرة سافروها، حتى نزلوا على حي من أحياء العرب، فاستضافوهم فأبوا أن يضيفوهم، فلدغ سيد ذلك الحي، فسعوا له بكل شيء لا ينفعه شيء، فقال بعضهم: لو أتيتم هؤلاء الرهط الذين نزلوا، لعله أن يكون عند بعضهم شيء، فأتوهم، فقالوا: يا أيها الرهط إن سيدنا لدغ، وسعينا له بكل شيء لا ينفعه، فهل عند أحد  منكم من شيء؟ فقال بعضهم: نعم، والله إني لأرقي، ولكن والله لقد استضفناكم فلم تضيفونا، فما أنا براق لكم حتى تجعلوا لنا جعلا، فصالحوهم على قطيع من الغنم، فانطلق يتفل عليه، ويقرأ: الحمد لله رب العالمين فكأنما نشط من عقال، فانطلق يمشي وما به قلبة، قال: فأوفوهم جعلهم الذي صالحوهم عليه، فقال بعضهم: اقسموا، فقال الذي رقى: لا تفعلوا حتى نأتي النبي صلى الله عليه وسلم فنذكر له الذي كان، فننظر ما يأمرنا، فقدموا على رسول الله صلى الله عليه وسلم فذكروا له، فقال: (وما يدريك أنها رقية)، ثم قال: (قد أصبتم، اقسموا، واضربوا لي معكم سهما). قال ابن القيم: (وبالجملة فما تضمنته الفاتحة من إخلاص العبودية والثناء على الله، وتفويض الأمر كله إليه، والاستعانة به، والتوكل عليه، وسؤاله مجامع النعم كلها، وهي الهداية التي تجلب النعم، وتدفع النقم من أعظم الأدوية الشافية الكافية).

## حكم الاكتواء
الكي: هو أن يحمى حديد ويوضع على عضو معلول ليحرق ويحبس دمه ولا يخرج أو لينقطع العرق الذي خرج منه الدم.
وجاء في الكي أحاديث تدل على الرخصة والإباحة، وأحاديث تدل على الكراهة، وكلاهما يحمل على مواضع.
فمن أحاديث الإباحة والرخصة بالكي: ما جاء عن جابر بن عبد الله  قال: «رُمِي أُبَيٌّ يوم الأحزاب على أَكْحَلِهِ فكواه رسول الله ﷺ»، رواه مسلم، وعن أنس أن النبي ﷺ كوى أسعد بن زرارة من الشوكة.، وقال أنس: "كويت من ذات الجنب، ورسول الله ﷺ حي، وشهدني أبو طلحة وأنس بن النضر وزيد بن ثابت، وأبو طلحة كواني.".
وتحمل هذه الأحاديث على من اكتوى بعد نزول البلاء ولم يقدر أن يداوي العلة بدواء آخر فيرخص بالكي، ويدل على هذا حديث عمرو بن شعيب عن أبيه عن جده قال: «جاء رجل إلى رسول الله ﷺ يستأذن في الكي فقال: ((لا تكتو)). فقال: يا رسول الله، بلغ بي الجهد، ولا أجد بدا من أن أكتوي. قال: ((ما شئت، أما إنه ليس من جرح إلا وهو آتي الله يوم القيامة يدمي))».
ومن أحاديث الدالة على كراهة الكي: ما جاء عن ابن عباس، عن النبي ﷺ قال: «الشفاء في ثلاثة: في شرطة محجم، أو شربة عسل، أو كية بنار، وأنا أنهى أمتي عن الكي».، وعن عقار بن المغيرة بن شعبة، عن أبيه قال: قال رسول الله ﷺ : «من اكتوى أو استرقى فقد برئ من التوكل». أخرجه الترمذي.
وتحمل هذه الأحاديث على معاني:
1. إذا كان الرجل يقدر على أن يداوي العلة بدواء آخر لأن الكي إحراق بالنار وتعذيب بها وقد كان  يتعوذ دائماً من عذاب النار.
2. أنه إذا بادر بالاكتواء ابتداء قبل حدوث العلة، فهو يرى بذلك منع البلاء أن ينزل به، فهذا ينهى عنه وهو شرك؛ لأنه يفعل عندهم لدفع قدر الله عنهم، وهو إنما أبيح للعلاج، والتداوي به إنما يكون عند وقوع الحاجة، ودعاء الضرورة إليه.
3. إذا كان يعظم أمر الكي، ويرى أنه يحسم الداء ويبرئه، وإذا لم يفعل هلك صاحبه، فهذا ينهى عنه، وهو مخالف بأن الله هو الشافي وحده.

## حكم التداوي عندالكهانوالسحرة
يعتقد المسلمون أن هناك أحاديث وردت للتحذير من الذهاب للكهان والتداوي، من ذلك ماجاء عن رسول الله ﷺ أنه قال: «من أتى عرافا فسأله عن شيء لم تقبل له صلاة أربعين ليلة». وقال ﷺ: «من أتى عرافا أو كاهنا فصدقه بما يقول فقد كفر بما أنزل على محمد ﷺ». وقال ﷺ: «ليس منا من سحر أو سحر له، أو تطير أو تطير له، أو تكهن أو تكهن له».؛ لذلك نص علماء أهل السنة والجماعة على تحريم التداوي عندهم، بناء على هذه الأدلة، وأنه لا يجوز الذهاب إلى العرافين والسحرة والمنجمين والكهنة ونحوهم، ولا يجوز سؤالهم ولا تصديقهم، ولا يجوز التداوي عندهم؛ لأن الرسول ﷺ نهى عن إتيانهم وسؤالهم وعن تصديقهم؛ فهم يدعون علم الغيب، ويكذبون على الناس، ويدعونهم إلى أسباب الانحراف عن العقيدة.

## وجه إيراد التداوي في كتب العقيدة
1. أن قوما يعتقدون أن الأدوية نافعة بطبعها لامحالة ولا يفوضون الأمر إلى لله تعالى،[37]، لا سيما والمريض يتشبث فيما يراه شفاء له؛ فناسب التأكيد على ضرورة أن الله هو كاشف الضر وحده، قال تعالى: ﴿وَإِنْ يَمْسَسْكَ اللَّهُ بِضُرٍّ فَلَا كَاشِفَ لَهُ إِلَّا هُوَ وَإِنْ يَمْسَسْكَ بِخَيْرٍ فَهُوَ عَلَى كُلِّ شَيْءٍ قَدِيرٌ ۝١٧﴾ [الأنعام:17]، وأن شفاء السقيم لا يكون إلا بإذن من الرب تعالى؛ وهذا ماكان النبي ﷺ يبينه للمريض وينص عليه. أخرج البخاري[38] عن عائشة : «أن النبي ﷺ كان يقول للمريض: ((بسم الله، تربة أرضنا، بريقة بعضنا، يشفى سقيمنا، بإذن ربنا))».
2. أن التوكل من أهم أبواب العقيدة ويذكر معه ترك التداوي بالاسترقاء والاكتواء وغيرهما لحديث: «السبعين ألفاً اللذين يدخلون الجنة بغير حساب، ولا عذاب وهم الذين لا يكتوون، ولا يسترقون، ولا يتطيرون، وعلى ربهم يتوكلون»، فيكون التوكل هنا هو الأصل الجامع الذي تفرعت عنه هذه الأفعال وهي ترك طلب الرقية والكي، فدل على أن بينهما علاقة وهو أن من كمال التوحيد ترك الاسترقاء والاكتواء؛ لأنه سؤال للناس وجاءت النصوص بعدم سؤال الناس وسؤال الله وحده والتعلق به، فترك الاستسقاء والاكتواء من كمال التوحيد.[39]
3. أن الإرشاد إلى التداوي بالأدوية الإيمانية الشرعية يفتح باب التعبد لله والإنابة إليه وحده.
4. أن بعض الصالحين يفضل ترك التداوي رضا بأقدار الله وتسليما لربه وتعظيما لأجره، ويجعل التداوي من هذا المرض بالالتجاء إليه سبحانه والافتقار إليه والدعاء له؛ وكل من القضاء والقدر والدعاء من أبواب العقيدة.
قال ابن تيمية: "كان كثير من أهل الفضل والمعرفة، يفضل تركه تفضلاً، واختياراً لما اختار الله، ورضي به، وتسليماً به، وهذا المنصوص عن أحمد".[40]
وقال الشوكاني معلقا على حديث المرأة السوداء التي كانت تصرع فسألت رسول الله ﷺ أن يدعو لها فخيرها الرسول ﷺ بين الدعاء لها بالعافية وبين أن تصبر مقابل الجنة؛ فاختارت الصبر،[41] فقال الشوكاني: "وفيه أن الصبر على بلايا الدنيا يورث الجنة، وأن الأخذ بالشدة أفضل من الأخذ بالرخصة، لمن علم من نفسه الطاقة، ولم يضعف عن التزام الشدة. وفيه دليل على جواز ترك التداوي، وأن التداوي بالدعاء مع الالتجاء إلى الله، أنجع وأنفع من العلاج بالعقاقير، ولكن إنما ينجع بأمرين: أحدهما من جهة العليل، وهو صدق القصد، والآخر من جهة المداوي، وهو توجه قلبه إلى الله، وقوته بالتقوى، والتوكل على الله تعالى.[42]

## وصلات خارجية
حكم التداوي-صيد الفوائد
حكم التداوي بالمحرمات الحسية في الفقه الإسلامي-موقع المسلم.